# Еркі Пехк
Еркі Пехк (ест. Erki Pehk, народився 23 березня 1968 у місті Виру, Естонія) — естонський диригент, художній керівник міжнародного фестивалю оперної музики «PromFest» в Пярну (Естонія).

## Життєпис
Закінчив Естонську академію музики в Таллінні в 1993 році по класу фортепіано, хорове диригування та диригування оркестром. Підвищував свою кваліфікацію в Латвійській музичній академії та в Гілдхолдському музичному коледжі Лондону (Guildhall School of Music and Drama). Брав участь в майстер-класах Хіроюкі Івакі (Kirill Kondrashin Masterclass, 1990) і Джона Еліота Гардинера (Mozart Interpretation Courses, 1991).
17 років (1994—2011) працював диригентом Естонської національної опери в Талліні, де провів більш 700 вистав.
Був музичним керівником багатьох мюзиклів компанії «Smithbridge Productions» (1998—2008).
В 2005 році Еркі Пехк призначений художнім керівником міжнародного фестивалю оперної музики «PromFest» в Пярну (Естонія).
Як запрошений гість у сезоні 2010—2011 Еркі Пехк виступив з оперою Пуччіні «Богема» в Національному академічному театрі опери і балету Республіки Білорусь.
У листопаді 2010 року дебютував в Concertgebouw (Амстердам) з оперною студією Нідерландів.
З компанією International Opera Productions виступав в містах Бельгії, Люксембургу і Нідерландів, де диригував оперетами Штрауса «Кажан» та Легара «Весела вдова».
Співпрацював з такими музикантами як скрипалька Тетяна Грінденко, сопрано Барбара Гендрікс (Barbara Hendricks), контртенор Макс Емануель Ценчіч (Max Emanuel Cencic), флейтистка Камілла Хойтенга (Camilla Hoitenga), трубач і композитор Маркус Штокхаузен (Markus Stockhausen).
В 2000 році заснував свій оркестр в Таллінні — «Оркестр XXI століття». Цей колектив виконує в основному сучасний, але і класичний репертуар естонських і закордонних композиторів.
У 2010—2017 роках — перший запрошений диригент Симфонічного оркестру Національної державної телерадіокомпанії Республіки Білорусь.
З 2016 співпрацює з Національним камерним ансамблем «Київські солісти», під його орудою відбулося чотири концерти ансамблю.